# Son of Skip James
Son of Skip James è il trentesimo album del cantautore americano Dion. È stato pubblicato il 6 novembre 2007 per l'etichetta Verve Forecast Records.[1] L'album è rimasto nella classifica Billboard Blues Albums per dodici settimane, raggiungendo il numero 4 il 24 novembre 2007.
L'album funge da seguito dell'album blues nominato ai Grammy del 2006, Bronx in Blue. La maggior parte dei brani di Son of Skip James sono cover di famose canzoni blues, alcune delle quali classiche. Il titolo dell'album fa riferimento alla leggenda del blues Skip James, un amico di Dion. Dion ha descritto l'uso del nome di James per l'album come "una sorta di dichiarazione di intenti per il progetto".
L'album è stato generalmente accolto positivamente dalla critica, che ne ha sottolineato l'autenticità, la semplicità e la profondità emotiva. Le tracce originali, in particolare "The Thunderer", erano considerate su un piano uguale o addirittura superiore rispetto alle cover. La maggior parte dei critici concordava sul fatto che Dion avesse effettivamente personalizzato le copertine, anche se Tony Sclafani di PopMatters non era d'accordo, definendo la selezione dei brani "troppo familiare" e le sue registrazioni "troppo riverenti" per dare piena vita al progetto. Martin Halo di JamBase ha evidenziato la dedizione di Dion alla ricerca delle origini delle cover come parte di ciò che ha reso l'album distintivo tra gli altri album di cover blues.

## Tracce
1. Nadine – 3:33 (Chuck Berry)
2. My Babe – 3:12 (Willie Dixon)
3. Hoodoo Man Blues – 2:45 (Junior Wells)
4. Drop Down Mama – 4:12 (Sleepy John Estes)
5. Hoochie Coochie Man – 4:00 (Willie Dixon)
6. Baby I'm in the Mood – 3:30 (Bob Dylan)
7. I'm a Guitar King – 3:19 (Tommy McClennan)
8. The Thunderer – 4:34 (Dion)
9. Interlude – Spoken Word – 0:38 (Dion)
10. Son of Skip James – 3:29 (Dion)
11. Preachin' Blues – 3:34 (Robert Johnson)
12. If I Had Possession (Over Judgement Day) – 3:50 (Robert Johnson)
13. Devil Got My Woman – 2:59 (Skip James)